# Boyeria vinosa
Boyeria vinosa är en trollsländeart som först beskrevs av Thomas Say 1839.  Boyeria vinosa ingår i släktet Boyeria och familjen mosaiktrollsländor. Inga underarter finns listade i Catalogue of Life.

## Bildgalleri

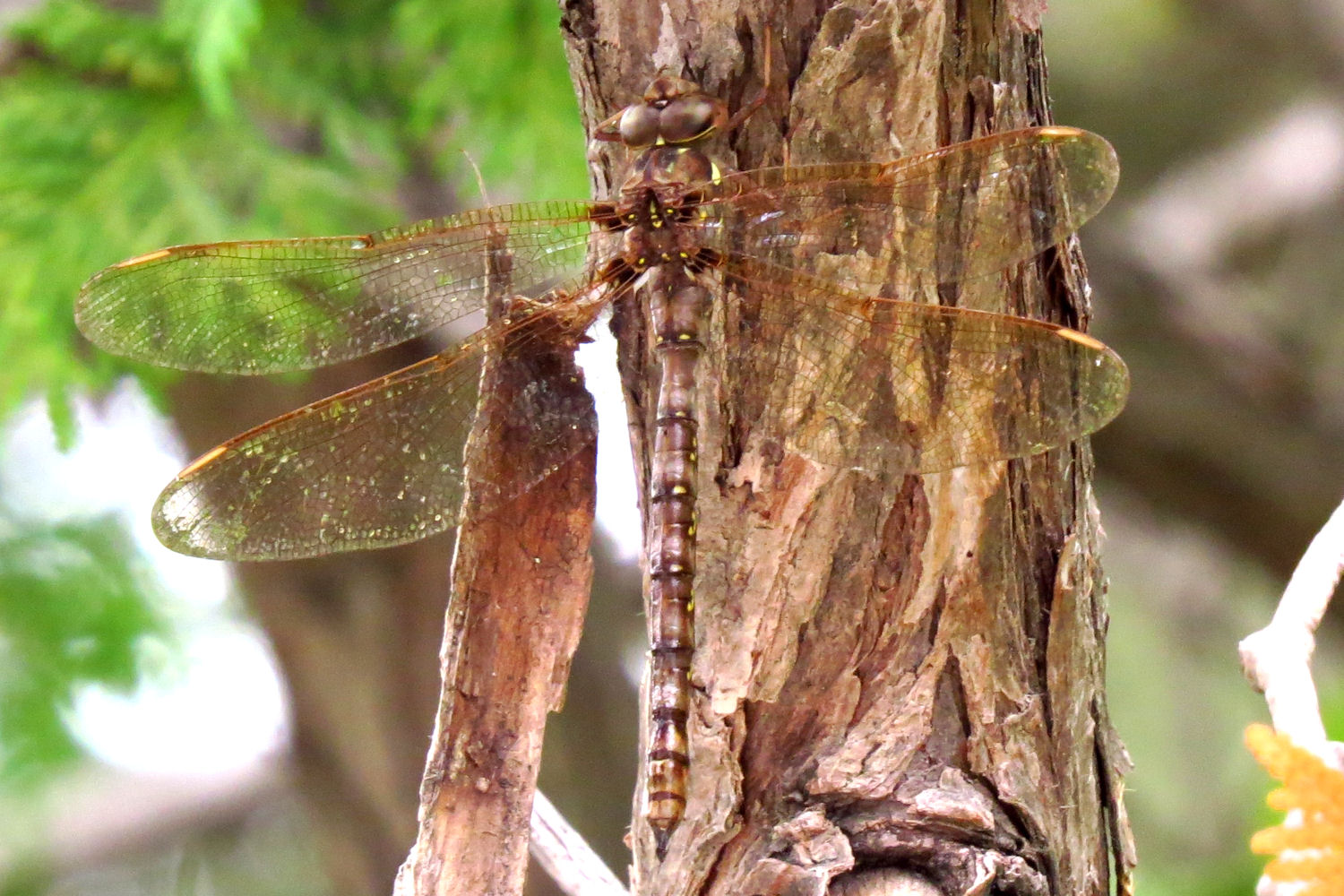
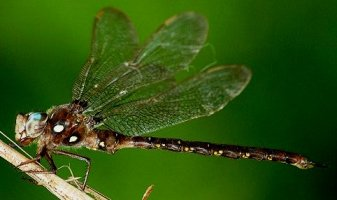